# Antigua catedral de Jeondong
La Antigua Catedral de Jeondong también llamada Iglesia del Sagrado Corazón de Jesús (en coreano: 전동성당) es una iglesia católica importante ubicada en Jeonju, Corea del Sur.
De estilo Romano-bizantino, fue construida entre 1908 y 1914 por Víctor Louis Poisnel (1855 - 1925), en el territorio y bajo supervisión de François-Xavier Baudounet (1859-1915), sacerdote francés, nacido en Mostuéjouls en Aveyron, en el mismo lugar donde muchos cristianos fueron martirizados. Esta iglesia, que se encuentra en el centro de la ciudad, cerca de la aldea tradicional Hanok de Jeonju, es un sitio histórico (KB) # 288. 

## Descripción
La catedral de Jeondong fue el primer edificio del estilo Romano-bizantino de la región de Honam y hoy en día es considerado el tesoro nacional número 288. El territorio fue comprado, originalmente, para brindar homenaje a los mártires de la iglesia católica que fueron torturados y asesinados en ese mismo lugar. Sin embargo el sacerdote Baudounet decidió construir una catedral.

## Historia
La historia de la Iglesia católica en Corea se puede medir en términos de sacrificio y martirio. Desde la persecución temprana a los seguidores del catolicismo que desafiaban los ritos de Confucio, hasta los brutales asesinatos de católicos, protestantes y budistas durante la ocupación de Corea por las fuerzas armadas japonesas, la religión se ha fortalecido durante estos años.
Yun Chi'-ch'ung y Kwon Sang-yon fueron asesinados en el mismo lugar donde la catedral fue construida el 8 de diciembre de 1781, convirtiéndose en los primeros mártires del catolicismo en Corea. Tiempo después, en 1801, en el mismo lugar en donde ahora está construida la Catedral de Jeondong, el obispo Yu Hang-gom, quien llevó la Iglesia Católica al área que ahora es Jeonju, fue asesinado junto con otros líderes de distintas religiones debido a que fueron considerados como una amenaza en contra de los ritos establecidos.
Años después, en 1891, el sacerdote François-Xavier Baudounet compró las tierras donde los mártires fueron torturados y asesinados, para volver a establecer la iglesia católica. Sin embargo, la construcción de la catedral comenzó en 1908 con el diseño a cargo del sacerdote Víctor Louis Poisnel.

## Diseño

### Estructura
La catedral está hecha de ladrillos grises y rojos y su diseño se asemeja mucho al de la catedral de myeongdong en Seoul pues las dos construcciones fueron diseñadas por Poisnel. Algunos de los ladrillos que conforman la estructura de la catedral fueron hecho con los restos del fuerte Jeonjuepseong.
Aparte de los ladrillos, la catedral también muestra el estilo romano clásico con las puertas angostas y las ventanas con el borde superior en forma de arco semicircular.
La catedral también cuenta con una campana puesta arriba de una torre central y dentro de una cúpula, al igual que dos campanas a los lados en torres más pequeñas.

### Interior
El diseño interior de la catedral cuenta con arcos de piedra con adornos de líneas horizontales, también cuenta con vidrios tintados y múltiples adornos típicos de la religión católica.

### Exterior
En el área circundante a la catedral se pueden encontrar memoriales en honor a los mártires religiosos que fueron asesinados durante el periodo de 1781 a 1801, este periodo concuerda con el establecimiento de las fuerzas armadas japonesas que persiguieron a ciudadanos coreanos religiosos.